# Pio IX (ort)
Pio IX är en ort i Brasilien.   Den ligger i kommunen Pio IX och delstaten Piauí, i den östra delen av landet, 1 300 km nordost om huvudstaden Brasília. Pio IX ligger 498 meter över havet och antalet invånare är 4 973.
Terrängen runt Pio IX är huvudsakligen platt, men åt nordväst är den kuperad. Terrängen runt Pio IX sluttar söderut. Runt Pio IX är det glesbefolkat, med 8 invånare per kvadratkilometer.. Det finns inga andra samhällen i närheten.
Omgivningarna runt Pio IX är huvudsakligen savann.